# Parafilia
Parafilia (gr. παρά para – obok, ponadto, oprócz i φιλία philia – miłość), zaburzenie preferencji seksualnych (dawniej: „dewiacja seksualna”, „zboczenie seksualne”, „perwersja seksualna”) – rodzaj zaburzenia na tle seksualnym, w którym wystąpienie podniecenia seksualnego i pełnej satysfakcji seksualnej uzależnione jest od pojawienia się specyficznych obiektów (w tym osób), rytuałów czy sytuacji, niebędących częścią normatywnej stymulacji; długotrwałe, nawracające, silne, seksualnie podniecające fantazje, seksualne pobudki lub zachowania, które obejmują niezwykłe obiekty, działania lub sytuacje (obiekty nieosobowe, cierpienie lub poniżenie, dzieci, niewyrażające zgody osoby) i powodują klinicznie znaczącą przykrość lub pogorszenie w społecznej, zarobkowej lub innej ważnej dziedzinie funkcjonowania. W definicjach niektórych parafilii przed słowem „powodują” dodane jest sformułowanie: „osoba działa zgodnie z tymi pobudkami lub” dla umożliwienia w tych przypadkach rozpoznania schorzenia nawet w sytuacji braku przykrości lub pogorszenia funkcjonowania.

## Opis ogólny
Termin „parafilia” użyty został po raz pierwszy przez Wilhelma Stekela w latach 20. XX wieku. Upowszechniał ten termin od lat 60. John Money, opisując parafilię jako „seksualno-erotyczne udekorowanie (embellishment) lub alternatywę dla oficjalnej, ideologicznej normy”.

### Kryteria definicyjne
Termin „parafilia” pojawił się po raz pierwszy w III wydaniu DSM, z 1980. W IV wydaniu, wersja przejrzana (DSM-IV-TR), z 2000 r., ogólna definicja parafilii obejmuje dwa kryteria:
- Kryterium A: „Trwające przez ponad 6 miesięcy, nawracające, silne, seksualnie podniecające fantazje, seksualne pobudki (urges) lub zachowania ogólnie obejmujące: (1) obiekty nieosobowe, (2) cierpienie lub upokorzenie własne lub partnera także (3) dzieci lub inne nie wyrażające zgody osoby”,
- Kryterium B: które „powodują klinicznie znaczącą przykrość (distress) lub pogorszenie (impairment) w społecznej, zarobkowej (occupational), lub innych ważnych dziedzinach funkcjonowania”.

Obiekty nieosobowe przeznaczone specjalnie do celów seksualnych (np. wibrator) nie wchodzą w zakres kryterium A.
Kryterium A pozostawało w zasadzie niezmienione od DSM-III (1980), przez DSM-III-TR (1987) i DSM-IV (1994).
Kryterium B w DSM-III-TR brzmiało: „osoba działa zgodnie z tymi pobudkami lub odczuwa znaczącą przykrość (is markedly distressed) z ich powodu”, co wykluczało rozpoznanie parafilii u osób mających opisane w kryterium A fantazje i pobudki, lecz niedziałających zgodnie z nimi i nieodczuwających przykrości, choć można ją było rozpoznać u osób, co prawda nieodczuwających przykrości, lecz działających. W DSM-IV, pragnąc ujednolicić sformułowanie kryterium dla wszystkich schorzeń (w medycynie przeważnie nie rozpoznaje się schorzenia pod nieobecność cierpienia) i rozbudować je o kwestie społeczne, wprowadzono obecne sformułowanie. Rozszerzyło to zakres osób, u których nie sposób było rozpoznać parafilii, o te, które działają nieodczuwając przykrości dlatego wykluczyło to rozpoznanie u wszystkich osób bez przykrości (parafilia egosyntoniczna) i bez pogorszenia funkcjonowania, ograniczając je do parafilii egodystonicznej. Pragnąc umożliwić rozpoznanie schorzenia psychicznego we wszystkich przypadkach nienormatywnej seksualności związanej z „nieuniknionym krzywdzeniem ofiar”, w DSM-IV-TR przywrócono poprzednie sformułowanie dla pedofilii, voyeuryzmu, ekshibicjonizmu i frotteuryzmu. „Ponieważ niektóre przypadki seksualnego sadyzmu mogą nie obejmować krzywdzenia niegodzących się na to ofiar (np. upokarzanie godzącego się na to partnera), sformułowanie kryterium dla seksualnego sadyzmu jest połączeniem sformułowań z DSM-III-R i DSM-IV (tj. „osoba działa zgodnie z tymi pobudkami z niegodzącą się na to osobą lub te pobudki, seksualne fantazje lub zachowania powodują znaczącą przykrość lub interpersonalną trudność”)”.

### Występowanie
Niektóre parafilie mogą występować łącznie z seksualnością normatywną.
Klinicznie rozróżnia się parafilię opcjonalną (optional), preferencyjną (preferred) i wyłączną (exclusive), chociaż terminologia ta nie jest ściśle zdefiniowana. Parafilia „opcjonalna” jest alternatywną drogą do seksualnej satysfakcji, stosowaną okazjonalnie. W parafilii „preferencyjnej”, osoba przedkłada zachowania parafilne nad normatywne, ale przejawia też te drugie. W parafilii „wyłącznej”, osoba nie może osiągnąć podniecenia seksualnego bez zachowania parafilnego.

### Odmienność czy patologia?
Pogląd, że parafilie są schorzeniami, nie jest jedynym funkcjonującym w dyskusji społecznej i naukowej. Charles Moser i Peggy J. Kleinplatz uważają, że te rozpoznania powinny być usunięte z DSM. Ugrupowania poszukujące większego zrozumienia i akceptacji seksualnej różnorodności lobbują za zmianami prawnego i medycznego statusu niezwykłych seksualnych zainteresowań i zachowań. Psychiatra Glen Gabbard twierdzi, że pomimo starań Stekela i Moneya, „termin parafilia pozostaje pejoratywny w większości wypadków”.
Obecnie trwa dyskusja wśród specjalistów i w mediach nad naukowymi i politycznymi aspektami pozostawienia parafilii w DSM-V, bądź ich z niej usunięcia. Istnieją podstawy empiryczne oraz teoretyczne dla nowowprowadzonego rozróżnienia między parafiliami i zaburzeniami parafilicznymi, jednakże zaznacza się wyraźnie brak danych naukowych o charakterystykach psychologicznych osób przejawiających parafilie niepatologiczne.
Każdy człowiek, w ramach różnic indywidualnych, posiada odmienne preferencje seksualne. Posiadania niezwykłych, rzadkich preferencji seksualnych nie należy traktować jako patologii – o stanie patologicznej parafilii mówimy dopiero wtedy, gdy preferencje uniemożliwiają utrzymanie afektywno-emocjonalnego związku z drugą osobą.
Pojęcie parafilii (przest. „dewiacji seksualnej”) obejmuje zarówno odchylenia seksualne patologiczne (odchylenia od normy medycznej), jak i odchylenia seksualne niepatologiczne (odchylenia od norm społecznych obowiązujących w danym społeczeństwie w odniesieniu do seksualności). Norma społeczna jest zwykle o wiele węższa niż norma medyczna. Poza nią, oprócz zachowań seksualnych zaburzających zdrowie i rozwój człowieka i powodujących subiektywne cierpienie (patologia w sensie medycznym), znajduje się wiele zachowań seksualnych niepatologicznych, lecz niepożądanych z punktu widzenia norm moralnych oraz systemu wartości obowiązujących w danym społeczeństwie. Pojęcie odchylenia seksualnego niepatologicznego jest więc względne i odnosi się tylko do określonego społeczeństwa. Granica zaś między takim odchyleniem a normą jest płynna i nieostra.

### Parafilia a choroba
Relacja między parafilią a chorobą, w znaczeniu medycznym:
- Pojmowanie parafilii jako choroby, oparte na modelu medycznym i etiologii biologiczno-somatycznej pomija czynniki i mechanizmy społeczne, przez co utożsamia zachowanie odbiegające od normy społecznej z chorobą psychiczną.
- Parafilia nie jest najczęściej zachowaniem chorobowym, lecz zachowaniem sprzecznym z normą społeczną (odchyleniem seksualnym niepatologicznym).
- Część osób przejawiających zachowania parafilne ma normalną, niezaburzoną osobowość.
- Obecność parafilii nie oznacza bezwarunkowo wskazania do leczenia. W przypadku odchyleń seksualnych niepatologicznych możliwość leczenia należy rozważyć, gdy człowiek cierpi z ich powodu.
- Cierpienie w tym przypadku jest najczęściej skutkiem konfliktu zewnętrznego (zagrożenie związane z naruszeniem norm prawnych lub obyczajowych) lub wewnętrznego (z zinternalizowaną normą moralną).
- Celem leczenia nie powinno być usunięcie parafilii (które jest często niemożliwe), lecz uwolnienie człowieka od cierpień z nią związanych, a więc jego psychiczne dostosowanie się do niej.

### Parafilia a osobowość
Istnieją cztery zasadnicze możliwości reakcji osobowości na parafilię.
- Afirmacja. Pogodzenie się osobowości z parafilią, zmniejszające do minimum konflikty wewnętrzne. Nadal mogą istnieć konflikty zewnętrzne.
- Akceptacja. Częściowe pogodzenie się osobowości z parafilią. Nastawienie ambiwalentne. Ograniczona realizacja (np. tylko w wyobrażeniach masturbacyjnych). Skrywanie zachowań parafilnych przed otoczeniem. Równowaga chwiejna, niebezpieczeństwo łamania narzucanych sobie ograniczeń.
- Obrona. Uruchomienie psychicznych mechanizmów obronnych. Tendencja do stłumienia parafilii lub seksualności w ogóle. Silny konflikt wewnętrzny. Parafilia albo cała seksualność jest odczuwana jako obca, niezintegrowana z osobowością. Może wystąpić przebieg progresywny (odchylenie patologiczne). Możliwe próby samobójcze.
- Wyparcie. Odrzucenie parafilii przez osobowość, dzięki silnym mechanizmom obronnym. Pozorny brak konfliktów wewnętrznych. Możliwe wbudowanie w aktywność nieseksualną (np. sadysta stosuje kary cielesne jako „środek wychowawczy” nie uświadamiając sobie ich jako subiektywnie seksualnie go podniecających). Mogą występować nagłe, impulsywne wyłamania spod kontroli psychicznej, skutkujące zachowaniami parafilnymi (odchylenie patologiczne).

Przypisywanie osobom o odczuciach czy zachowaniach parafilnych określonych cech osobowości, sugerujące, że ich osobowość jest wyczerpująco zobrazowana przez zdiagnozowanie określonych parafilnych skłonności, jest niedopuszczalnym uogólnieniem i stygmatyzacją, opartymi na stereotypach.

### Odchylenia seksualne patologiczne
Odchylenia seksualne patologiczne można podzielić na dwie grupy: wykazujące przebieg progresywny (przest. „zboczenia seksualne”, „perwersje seksualne”) i wykazujące charakter impulsywny zachowań seksualnych.
Przebieg progresywny może pojawić się przy braku integracji parafilii z osobowością, jako rezultat intensywnej, lecz nieskutecznej obrony osobowości przed parafilią. Parafilna seksualność pozostaje niezintegrowana, nie poddaje się regulacji, lecz rozszerza się i rozrasta jako potrzeba, tak, że człowiek pozostaje pod wpływem przymusu jej zaspokajania poprzez zachowania parafilne. Impulsywne, parafilne zachowania seksualne mogą pojawić się przy braku integracji parafilii z osobowością, z pozornie skutecznym stłumieniem (wyparciem) parafilii przez osobowość.
W niektórych przypadkach parafilie mają charakter kompulsywny: realizowanie popędu seksualnego może odbywać się nawet dziesięć razy dziennie.

## Klasyfikacja parafilii
Najczęściej parafilie dzieli się na: odchylenia seksualne w zakresie obiektu (np. pedofilia, gerontofilia, zoofilia, fetyszyzm, fetyszyzm transwestycyjny), odchylenia seksualne w zakresie sposobu realizacji (np. sadyzm seksualny, masochizm seksualny, ekshibicjonizm, podglądactwo) oraz na odchylenia nietypowe.
Na podstawie definicji parafilii z DSM-IV, parafilie dzieli się na trzy kategorie:
- takie, w których do stymulacji seksualnej konieczna jest obecność obiektów nieosobowych – fetyszy (fetyszyzm, w tym fetyszyzm transwestycyjny),
- takie, w których osiągnięcie satysfakcji seksualnej uzależnione jest od obecności sytuacji związanych z cierpieniem i upokarzaniem (sadyzm, masochizm),
- takie, w których koniecznym do podniecenia seksualnego elementem jest obecność niedobrowolnych partnerów (ekshibicjonizm, podglądactwo, skatologia telefoniczna itp.).

### Klasyfikacja DSM-IV
W klasyfikacji Amerykańskiego Towarzystwa Psychiatrycznego DSM-IV wyróżniono osiem parafilii specyficznych:
| Kod    | Nazwa                     | Warunkiem osiągnięcia satysfakcji seksualnej jest: |
| ------ | ------------------------- | --- |
| 302.4  | ekshibicjonizm            | pokazywanie swoich narządów płciowych zaskoczonym (nieprzewidującym tego) obcym osobom.                                                                                  |
| 302.81 | fetyszyzm                 | użycie nieosobowych (najczęściej nieożywionych) obiektów (z obecnością lub bez partnera osobowego).                                                                      |
| 302.89 | frotteuryzm               | dotykanie lub ocieranie się (niekiedy narządami płciowymi) o niewyrażające na to zgody osoby.                                                                            |
| 302.2  | pedofilia                 | czynność seksualna z udziałem dziecka lub dzieci, które nie weszły w okres pokwitania (zwykle w wieku 13 lat lub młodszych).                                             |
| 302.83 | masochizm seksualny       | bycie (rzeczywiste, niesymulowane) upokarzanym, bitym, wiązanym lub doznawanie cierpienia w inny sposób.                                                                 |
| 302.84 | sadyzm seksualny          | rzeczywiste (niesymulowane), fizyczne (ból) lub psychiczne cierpienie (w tym upokorzenie) innej osoby (ofiary).                                                          |
| 302.3  | fetyszyzm transwestycyjny | u osoby heteroseksualnej, ubieranie się w odzież właściwą osobie płci przeciwnej, zwykle bez realnego partnera, ale z wyobrażaniem sobie, że jest się też tym partnerem. |
| 302.82 | podglądactwo              | obserwowanie niewiedzącej o tym, niepodejrzewającej tego i niezgadzającej się na to osoby, która jest naga, zdejmuje ubranie lub jest w trakcie czynności seksualnej.    |
| 302.9  | parafilia niespecyficzna  | inne |

### Klasyfikacja ICD-10
W 10 wersji Międzynarodowej Klasyfikacji Chorób (ICD-10), stosowanej przez Światową Organizację Zdrowia, parafilie oznaczone są kodami o początku F65:
| Kod   | Nazwa                         | Warunkiem osiągnięcia satysfakcji seksualnej jest: |
| ----- | ----------------------------- | --- |
| F65.0 | fetyszyzm                     | użycie nieosobowych (najczęściej nieożywionych) obiektów (z obecnością lub bez partnera osobowego). |
| F65.1 | transwestytyzm fetyszystyczny | u osoby heteroseksualnej, ubieranie się w odzież właściwą osobie płci przeciwnej, zwykle bez realnego partnera, ale z wyobrażaniem sobie, że jest się też tym partnerem. |
| F65.2 | ekshibicjonizm                | pokazywanie swoich narządów płciowych zaskoczonym (nieprzewidującym tego) obcym osobom. |
| F65.3 | podglądactwo                  | obserwowanie niewiedzącej o tym, niepodejrzewającej tego i niezgadzającej się na to osoby, która jest naga, zdejmuje ubranie lub jest w trakcie czynności seksualnej. |
| F65.4 | pedofilia                     | czynność seksualna z udziałem dziecka lub dzieci, które nie weszły w okres pokwitania (zwykle w wieku 13 lat lub młodszych). |
| F65.5 | sadomasochizm                 | bycie (rzeczywiste, niesymulowane) upokarzanym, bitym, wiązanym lub doznawanie cierpienia w inny sposób, rzeczywiste (niesymulowane), fizyczne (ból) lub psychiczne cierpienie (w tym upokorzenie) innej osoby (ofiary), obecność cierpienia i przemocy podczas aktów seksualnych. |
| F65.6 | złożona parafilia             | różne obiekty lub czynności |
| F65.8 | inne parafilie                | inne |
| F65.9 | parafilia nieokreślona        | nieokreślone elementy |

### Parafilie niespecyficzne
Istnieje także wiele rzadkich typów parafilii „niespecyficznych”, które nie zostały wymienione w klasyfikacjach, lecz obecne są w literaturze:
| Nazwa                   | Warunkiem osiągnięcia satysfakcji seksualnej jest:                            |
| ----------------------- | ----------------------------------------------------------------------------- |
| skatologia telefoniczna | prowadzenie obscenicznych rozmów przez telefon;                               |
| nekrofilia              | kontakt ze zwłokami;                                                          |
| autogynofilia           | wyobrażanie sobie, że jest się kobietą;                                       |
| asfiksja autoerotyczna  | ograniczanie sobie dostępu tlenu (duszenie się);                              |
| efebofilia              | kontakt z osobami w późnym wieku dojrzewania;                                 |
| hebefilia               | kontakt z osobami w wieku dojrzewania;                                        |
| partenofilia            | kontakt wyłącznie z osobami, które nie przeszły jeszcze inicjacji seksualnej; |
| gerontofilia            | kontakt z osobami w zaawansowanym wieku;                                      |
| zoofilia                | kontakt ze zwierzętami;                                                       |
| abasiofilia             | kontakt z osobami z dysfunkcjami narządów ruchu;                              |
| urofilia                | oddawanie moczu;                                                              |

Lista ta nie wyczerpuje wszystkich istniejących rodzajów parafilii; pewne źródło wymienia ich aż 547.

## Przyczyny zaburzeń preferencji seksualnych
Wiele osób dotkniętych parafiliami jest w stanie wskazać genezę swoich preferencji, wynikają one bowiem często z kojarzenia danego bodźca z satysfakcją seksualną (zob. warunkowanie). Zdaniem niektórych badaczy, tego typu wyjaśnienia mogą być jedynie racjonalizacją, która zakrywa faktyczne, nieświadome źródło parafilii. Rzeczywista przyczyna zróżnicowania preferencji leży głębiej i pozostaje w dużym stopniu nieznana.

### Koncepcja psychodynamiczna
Według Freuda, teorie fiksacji, związania się energii popędu z obiektem (kateksji) i wyboru obiektu seksualnego stanowią próbę opisania i wyjaśnienia tego, w jaki sposób, wraz z postępem rozwoju niektórych jednostek, specyficzne obiekty obsadzane są w roli tego, na czym skupiają się zainteresowania erotyczne jednostki. Obsadzenie odnosi się do obdarzenia neutralnego przedmiotu pozytywną lub negatywną energią psychiczną (do opisu kateksji Freud używał słowa: niem. Besetzt ‘owładnięty’). W przypadku „kateksji pozytywnej” libido lub popęd seksualny wiążą się z obiektem, przez co zaczyna on być darzony miłością. W przypadku „kateksji negatywnej” obiekt staje się źródłem lęku lub celem agresji. Parafilie obsadzone mają 3 właściwości:
1. Ich początek bierze się z doświadczeń dziecięcych
2. Są odporne na zmiany, zwłaszcza racjonalne
3. Mają charakter trwały – zwykle pozostają na całe życie

### Koncepcja behawiorystyczna
Informacje, które są w posiadaniu uczonych pokazują, że zdecydowana większość parafilii dotyczy mężczyzn. Badacze wyjaśniają ten fakt koncentracją mężczyzn na wizualnych bodźcach seksualnych. Jeżeli mężczyzn łatwiej stymulują fizyczne bodźce, to zdaniem uczonych, łatwiej będą zachodzić procesy kojarzenia bodźców seksualnych z neutralnymi. Zgodnie z mechanizmami warunkowania, neutralne bodźce zaczną w ten sposób wywoływać podniecenie seksualne. U kobiet procesy te zachodziłyby mniej sprawnie, ponieważ w ich przypadku bardzo istotnym czynnikiem wyzwalającym stymulację seksualną jest kontekst emocjonalny, niezależny od bodźców czysto fizycznych – wizualnych.
Powyższa koncepcja wyjaśnia też fakt, że wiele osób dotkniętych parafilią wykazuje kilka typów parafilii naraz. W ich przypadku kojarzenie bodźców neutralnych z seksualnymi zachodziło bardzo szybko na różnych płaszczyznach.

## Terapia parafilii
Osoby cierpiące na parafilie mogą nie odczuwać potrzeby zmiany swoich preferencji. Chęć zmiany pojawia się najczęściej, gdy parafilia staje się uciążliwa lub niszczy związek z drugą osobą. Dzieje się tak zwłaszcza wtedy, gdy partnerzy tych osób uświadamiają sobie, że pełnią w związku rolę rekwizytu niezbędnego lub ułatwiającego realizację potrzeb seksualnych. Jednocześnie osoby dotknięte parafilią często mają poczucie winy z powodu swoich preferencji, które uważają za niemoralne czy wręcz obrzydliwe. Wielu z nich popada w depresję.
Wiele osób dotkniętych parafiliami nie uważa swego stanu za patologiczny i nie odczuwa potrzeby zmiany swoich preferencji. Najczęściej są one do tego zmuszane przez władze, dopiero gdy trafią do więzienia w związku z przestępstwami na tle seksualnym. To sprawia, że parafilie nie są zaburzeniami w pełni zbadanymi i nie posiadamy o nich tak dużej wiedzy, jak o innych typach problemów zdrowotnych.
Celem terapii jest uwolnienie człowieka od cierpienia, co nie pokrywa się z koniecznością uwolnienia go od skłonności parafilnych. Sposób postępowania zależy od przyczyny cierpienia:
- Jeśli cierpienie spowodowane jest realnie doświadczanym odrzuceniem przez otoczenie lub obawą odrzucenia, celem terapii jest wzmacnianie pewności siebie i stabilizacja emocjonalna, które umożliwią osobowości akceptację parafilnych skłonności.
- Jeśli człowiekowi brakuje sił lub zdolnosci do akceptacji siebie wraz z parafilią, gdy nie może on przezwyciężyć nacisku społecznego otoczenia lub własnego poczucia winy, oraz gdy parafilia jest nietolerowana przez społeczeństwo do tego stopnia, że spotyka się z ostrymi sankcjami społecznymi, w tym karnymi, to celem terapii staje się usunięcie zachowań parafilnych, np. przez tzw. terapię zachowania (behawioralną). W niektórych przypadkach konieczne może być przejściowe lub trwałe wyłączenie (osłabienie) popędu seksualnego (kastracja).
- Jeśli zachowania parafilne są objawem nerwicy, w grę wchodzi tylko jej leczenie metodami psychoterapeutycznymi.

### Terapia awersyjna
Istotnym elementem w redukowaniu niekorzystnych zachowań seksualnych są techniki stosowane w terapii awersyjnej. Wykorzystuje się w niej mechanizmy warunkowania, polegające na kojarzeniu ze sobą odpowiednich bodźców. W trakcie terapii prosi się pacjenta, by wyobraził sobie sytuację, która wywołuje u niego podniecenie seksualne. Następnie pacjent ma za zadanie wyobrazić sobie sytuacje przykre, wywołujące reakcję awersyjną. Jednocześnie, celem dostarczenia dodatkowych nieprzyjemnych bodźców, w powietrzu zaczyna unosić się przykry zapach uwalniany przez specjalne urządzenie. Wykorzystując w ten sposób mechanizmy warunkowania, wytwarza się u pacjentów niechęć do niekorzystnych zachowań. Jednocześnie terapia awersyjna uzupełniana jest przez terapię poznawczą i trening umiejętności społecznych.

## Klasyfikacja ICD-10
| kod ICD10     | nazwa choroby                                                             |
| ------------- | ------------------------------------------------------------------------- |
| ICD-10: F65   | Zaburzenia preferencji seksualnych                                        |
| ICD-10: F65.0 | fetyszyzm                                                                 |
| ICD-10: F65.1 | transwestytyzm fetyszystyczny                                             |
| ICD-10: F65.2 | ekshibicjonizm                                                            |
| ICD-10: F65.3 | oglądactwo                                                                |
| ICD-10: F65.4 | pedofilia                                                                 |
| ICD-10: F65.5 | sadomasochizm                                                             |
| ICD-10: F65.6 | złożone zaburzenia preferencji seksualnej                                 |
| ICD-10: F65.8 | inne zaburzenia preferencji seksualnej (zoofilia, frotteryzm, nekrofilia) |
| ICD-10: F65.9 | zaburzenia preferencji seksualnych, nieokreślone                          |

## Klasyfikacja ICD-11[54]
| kod ICD-11          | nazwa choroby                                                                                       |
| ------------------- | --------------------------------------------------------------------------------------------------- |
| ICD-11: 6D3 (ang.)  | Zaburzenia preferencji seksualnych (parafilie)                                                      |
| ICD-11: 6D30 (ang.) | ekshibicjonizm                                                                                      |
| ICD-11: 6D31 (ang.) | wojeryzm (oglądactwo)                                                                               |
| ICD-11: 6D32 (ang.) | pedofilia                                                                                           |
| ICD-11: 6D33 (ang.) | przymusowy sadyzm seksualny                                                                         |
| ICD-11: 6D34 (ang.) | froteryzm (ocieractwo)                                                                              |
| ICD-11: 6D35 (ang.) | inne zaburzenia parafilne z udziałem osób niewyrażających zgody                                     |
| ICD-11: 6D36 (ang.) | inne zaburzenia parafilne związane z zachowaniami samotnymi lub z osobami wyrażającymi na nie zgodę |
| ICD-11: 6D3Z (ang.) | zaburzenia preferencji seksualnych, nieokreślone                                                    |

## Klasyfikacja DSM-IV
| kod DSM-IV | nazwa choroby                              |
| ---------- | ------------------------------------------ |
| 302.4      | ekshibicjonizm                             |
| 302.81     | fetyszyzm                                  |
| 302.89     | frotteryzm                                 |
| 302.2      | pedofilia                                  |
| 302.83     | masochizm seksualny                        |
| 302.84     | sadyzm seksualny                           |
| 302.3      | fetyszyzm transwestycyjny                  |
| 302.82     | voyeuryzm                                  |
| 302.9      | parafilia niewyspecyfikowana gdzie indziej |